# Platypeza consobrina

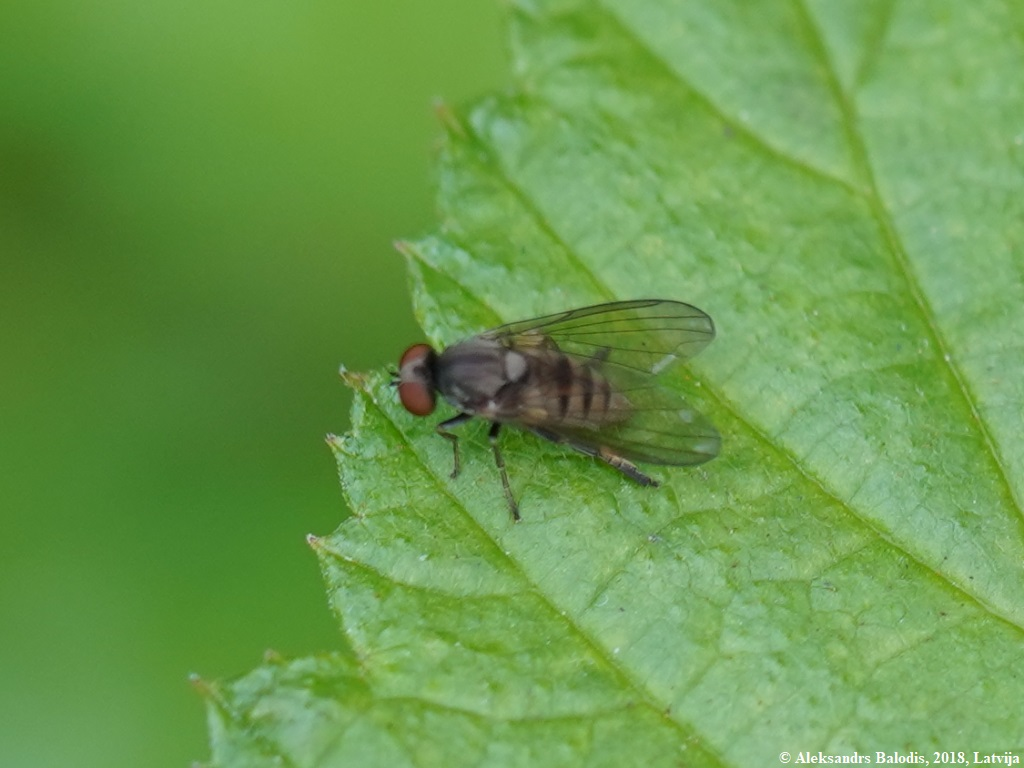
Weibchen

Platypeza consobrina ist eine Fliege aus der Familie der Tummelfliegen (Platypezidae).

## Merkmale
Die Fliegen erreichen eine Körperlänge von 3 bis 5 Millimetern. Die Weibchen haben einen grau gefärbten Hinterleib und durchsichtige Flügel. Das erste Tergit am Hinterleib trägt mittig einen schwarzen Fleck, die Tergite zwei bis vier haben einen schwarzen Hinterrand. Der Hinterleib der Männchen ist schwarz gefärbt, ihre Flügel sind rauchig braun getönt. 

## Vorkommen und Lebensweise
Die Tiere kommen in Nord- und Mitteleuropa vor.

## Belege